# Tirreno-Adriático 2024
La 59.ª edición de la competición ciclista Tirreno-Adriático fue una carrera de ciclismo en ruta por etapas que se celebró entre el 4 y el 10 de marzo de 2024 en Italia con inicio en el municipio de Lido di Camaiore y final en el municipio de San Benedetto del Tronto sobre un recorrido de 1115 kilómetros.
La carrera formó parte del UCI WorldTour 2024, calendario ciclístico de máximo nivel mundial, siendo la séptima carrera de dicho circuito. El vencedor fue el danés Jonas Vingegaard del Visma | Lease a Bike, quien estuvo acompañado en el podio por el español Juan Ayuso del UAE Emirates y el australiano Jai Hindley del Bora-Hansgrohe, segundo y tercer clasificado respectivamente.

## Equipos participantes
Tomaron parte en la carrera 25 equipos: 18 de categoría UCI WorldTeam y 7 de categoría UCI ProTeam. Formaron así un pelotón de 175 ciclistas de los que acabaron 125. Los equipos participantes fueron:
| WorldTeams (18)- Alpecin-Deceuninck - Arkéa-B&B Hotels - Astana Qazaqstan Team - Bahrain Victorious - Bora-Hansgrohe - Cofidis - Decathlon-AG2R La Mondiale - EF Education-EasyPost - Groupama-FDJ - Ineos Grenadiers - Intermarché-Wanty - Lidl-Trek - Movistar Team - Soudal Quick-Step - Team dsm-firmenich PostNL - Team Jayco AlUla - Team Visma \| Lease a Bike - UAE Team Emirates ProTeams (7)- Israel-Premier Tech - Q36.5 Pro Cycling Team - Corratec-Vini Fantini - Polti Kometa - Tudor Pro Cycling Team - Uno-X Mobility - VF Group-Bardiani CSF-Faizané |
| |

## Recorrido
La Tirreno-Adriático dispuso de siete etapas divididas en dos etapas llanas, tres de media montaña, una etapa de montaña y una contrarreloj individual para un recorrido total de 1115 kilómetros.
| Etapa     | Fecha     | Recorrido                                           | type                    | Distancia (km) | Desnivel (m) | Ganador          | Líder            |
| --------- | --------- | --------------------------------------------------- | ----------------------- | -------------- | ------------ | ---------------- | ---------------- |
| 1.ª etapa | 4 de mar  | Lido di Camaiore – Lido di Camaiore                 | contrarreloj individual | 10             | 5 m          | Juan Ayuso       | Juan Ayuso       |
| 2.ª etapa | 5 de mar  | Camaiore – Follonica                                | etapa escarpada         | 198            | 1401 m       | Jasper Philipsen | Juan Ayuso       |
| 3.ª etapa | 6 de mar  | Volterra – Gualdo Tadino                            | etapa de media montaña  | 225            | 2616 m       | Phil Bauhaus     | Juan Ayuso       |
| 4.ª etapa | 7 de mar  | Arrone – Giulianova                                 | etapa de media montaña  | 207            | 2923 m       | Jonathan Milan   | Jonathan Milan   |
| 5.ª etapa | 8 de mar  | Torricella Sicura – Valle Castellana                | etapa de montaña        | 144            | 3015 m       | Jonas Vingegaard | Jonas Vingegaard |
| 6.ª etapa | 9 de mar  | Sassoferrato – Cagli                                | etapa de montaña        | 180            | 3544 m       | Jonas Vingegaard | Jonas Vingegaard |
| 7.ª etapa | 10 de mar | San Benedetto del Tronto – San Benedetto del Tronto | etapa escarpada         | 154            | 1508 m       | Jonathan Milan   | Jonas Vingegaard |

## Desarrollo de la carrera

### 1.ª etapa
| Lido di Camaiore - Lido di Camaiore | contrarreloj individual | (10 km) |

| \| Clasificación de la etapa \| Clasificación de la etapa \| Clasificación de la etapa \| Clasificación de la etapa \| Clasificación de la etapa \| \| Ciclista \| Ciclista \| Equipo \| Tiempo \| \| \| ------------------------- \| ------------------------- \| -------------------------- \| ------------------------- \| ------------------------- \| \| 1.º \| Juan Ayuso \| UAE Team Emirates \| 11 min 24 s \| \| \| 2.º \| Filippo Ganna \| Ineos Grenadiers \| + 1 s \| \| \| 3.º \| Jonathan Milan \| Lidl-Trek \| + 12 s \| \| \| 4.º \| Ethan Vernon \| Israel-Premier Tech \| + 13 s \| \| \| 5.º \| Josef Černý \| Soudal Quick-Step \| + 14 s \| \| \| 6.º \| Søren Wærenskjold \| Uno-X Mobility \| + 15 s \| \| \| 7.º \| Antonio Tiberi \| Bahrain Victorious \| + 17 s \| \| \| 8.º \| Kévin Vauquelin \| Arkéa-B&B Hotels \| + 18 s \| \| \| 9.º \| Jonas Vingegaard \| Team Visma \\| Lease a Bike \| + 22 s \| \| \| 10.º \| Romain Grégoire \| Groupama-FDJ \| + 22 s \| \| |                   |                            |             |
| |                   |                            |             |
| Fuente: ProCyclingStats |                   |                            |             |
| Clasificación de la etapa |                   |                            |             |
| Ciclista | Ciclista          | Equipo                     | Tiempo      |
| 1.º | Juan Ayuso        | UAE Team Emirates          | 11 min 24 s |
| 2.º | Filippo Ganna     | Ineos Grenadiers           | + 1 s       |
| 3.º | Jonathan Milan    | Lidl-Trek                  | + 12 s      |
| 4.º | Ethan Vernon      | Israel-Premier Tech        | + 13 s      |
| 5.º | Josef Černý       | Soudal Quick-Step          | + 14 s      |
| 6.º | Søren Wærenskjold | Uno-X Mobility             | + 15 s      |
| 7.º | Antonio Tiberi    | Bahrain Victorious         | + 17 s      |
| 8.º | Kévin Vauquelin   | Arkéa-B&B Hotels           | + 18 s      |
| 9.º | Jonas Vingegaard  | Team Visma \| Lease a Bike | + 22 s      |
| 10.º | Romain Grégoire   | Groupama-FDJ               | + 22 s      |

| \| Clasificación general \| Clasificación general \| Clasificación general \| Clasificación general \| Clasificación general \| \| Ciclista \| Ciclista \| Equipo \| Tiempo \| \| \| --------------------- \| --------------------- \| -------------------------- \| --------------------- \| --------------------- \| \| 1.º \| Juan Ayuso \| UAE Team Emirates \| 11 min 24 s \| \| \| 2.º \| Filippo Ganna \| Ineos Grenadiers \| + 1 s \| \| \| 3.º \| Jonathan Milan \| Lidl-Trek \| + 12 s \| \| \| 4.º \| Ethan Vernon \| Israel-Premier Tech \| + 13 s \| \| \| 5.º \| Josef Černý \| Soudal Quick-Step \| + 14 s \| \| \| 6.º \| Søren Wærenskjold \| Uno-X Mobility \| + 15 s \| \| \| 7.º \| Antonio Tiberi \| Bahrain Victorious \| + 17 s \| \| \| 8.º \| Kévin Vauquelin \| Arkéa-B&B Hotels \| + 18 s \| \| \| 9.º \| Jonas Vingegaard \| Team Visma \\| Lease a Bike \| + 22 s \| \| \| 10.º \| Romain Grégoire \| Groupama-FDJ \| + 22 s \| \| |                   |                            |             |
| |                   |                            |             |
| Fuente: ProCyclingStats |                   |                            |             |
| Clasificación general |                   |                            |             |
| Ciclista | Ciclista          | Equipo                     | Tiempo      |
| 1.º | Juan Ayuso        | UAE Team Emirates          | 11 min 24 s |
| 2.º | Filippo Ganna     | Ineos Grenadiers           | + 1 s       |
| 3.º | Jonathan Milan    | Lidl-Trek                  | + 12 s      |
| 4.º | Ethan Vernon      | Israel-Premier Tech        | + 13 s      |
| 5.º | Josef Černý       | Soudal Quick-Step          | + 14 s      |
| 6.º | Søren Wærenskjold | Uno-X Mobility             | + 15 s      |
| 7.º | Antonio Tiberi    | Bahrain Victorious         | + 17 s      |
| 8.º | Kévin Vauquelin   | Arkéa-B&B Hotels           | + 18 s      |
| 9.º | Jonas Vingegaard  | Team Visma \| Lease a Bike | + 22 s      |
| 10.º | Romain Grégoire   | Groupama-FDJ               | + 22 s      |

### 2.ª etapa
| Camaiore - Follonica | etapa escarpada | (198 km) |

| \| Clasificación de la etapa \| Clasificación de la etapa \| Clasificación de la etapa \| Clasificación de la etapa \| Clasificación de la etapa \| \| Ciclista \| Ciclista \| Equipo \| Tiempo \| \| \| ------------------------- \| ------------------------- \| ------------------------- \| ------------------------- \| ------------------------- \| \| 1.º \| Jasper Philipsen \| Alpecin-Deceuninck \| 4 h 32 min 07 s \| \| \| 2.º \| Tim Merlier \| Soudal Quick-Step \| + 0 s \| \| \| 3.º \| Axel Zingle \| Cofidis \| + 0 s \| \| \| 4.º \| Amaury Capiot \| Arkéa-B&B Hotels \| + 0 s \| \| \| 5.º \| Casper van Uden \| Team dsm-firmenich PostNL \| + 0 s \| \| \| 6.º \| Søren Wærenskjold \| Uno-X Mobility \| + 0 s \| \| \| 7.º \| Giovanni Lonardi \| Team Polti Kometa \| + 0 s \| \| \| 8.º \| Ethan Vernon \| Israel-Premier Tech \| + 0 s \| \| \| 9.º \| Jonathan Milan \| Lidl-Trek \| + 0 s \| \| \| 10.º \| Fabian Lienhard \| Groupama-FDJ \| + 0 s \| \| |                   |                           |                 |
| |                   |                           |                 |
| Fuente: ProCyclingStats |                   |                           |                 |
| Clasificación de la etapa |                   |                           |                 |
| Ciclista | Ciclista          | Equipo                    | Tiempo          |
| 1.º | Jasper Philipsen  | Alpecin-Deceuninck        | 4 h 32 min 07 s |
| 2.º | Tim Merlier       | Soudal Quick-Step         | + 0 s           |
| 3.º | Axel Zingle       | Cofidis                   | + 0 s           |
| 4.º | Amaury Capiot     | Arkéa-B&B Hotels          | + 0 s           |
| 5.º | Casper van Uden   | Team dsm-firmenich PostNL | + 0 s           |
| 6.º | Søren Wærenskjold | Uno-X Mobility            | + 0 s           |
| 7.º | Giovanni Lonardi  | Team Polti Kometa         | + 0 s           |
| 8.º | Ethan Vernon      | Israel-Premier Tech       | + 0 s           |
| 9.º | Jonathan Milan    | Lidl-Trek                 | + 0 s           |
| 10.º | Fabian Lienhard   | Groupama-FDJ              | + 0 s           |

| \| Clasificación general \| Clasificación general \| Clasificación general \| Clasificación general \| Clasificación general \| \| Ciclista \| Ciclista \| Equipo \| Tiempo \| \| \| --------------------- \| --------------------- \| -------------------------- \| --------------------- \| --------------------- \| \| 1.º \| Juan Ayuso \| UAE Team Emirates \| 4 h 43 min 31 s \| \| \| 2.º \| Filippo Ganna \| Ineos Grenadiers \| + 1 s \| \| \| 3.º \| Jonathan Milan \| Lidl-Trek \| + 12 s \| \| \| 4.º \| Ethan Vernon \| Israel-Premier Tech \| + 13 s \| \| \| 5.º \| Søren Wærenskjold \| Uno-X Mobility \| + 15 s \| \| \| 6.º \| Antonio Tiberi \| Bahrain Victorious \| + 17 s \| \| \| 7.º \| Kévin Vauquelin \| Arkéa-B&B Hotels \| + 18 s \| \| \| 8.º \| Jonas Vingegaard \| Team Visma \\| Lease a Bike \| + 22 s \| \| \| 9.º \| Romain Grégoire \| Groupama-FDJ \| + 22 s \| \| \| 10.º \| Tobias Ludvigsson \| Q36.5 Pro Cycling Team \| + 23 s \| \| |                   |                            |                 |
| |                   |                            |                 |
| Fuente: ProCyclingStats |                   |                            |                 |
| Clasificación general |                   |                            |                 |
| Ciclista | Ciclista          | Equipo                     | Tiempo          |
| 1.º | Juan Ayuso        | UAE Team Emirates          | 4 h 43 min 31 s |
| 2.º | Filippo Ganna     | Ineos Grenadiers           | + 1 s           |
| 3.º | Jonathan Milan    | Lidl-Trek                  | + 12 s          |
| 4.º | Ethan Vernon      | Israel-Premier Tech        | + 13 s          |
| 5.º | Søren Wærenskjold | Uno-X Mobility             | + 15 s          |
| 6.º | Antonio Tiberi    | Bahrain Victorious         | + 17 s          |
| 7.º | Kévin Vauquelin   | Arkéa-B&B Hotels           | + 18 s          |
| 8.º | Jonas Vingegaard  | Team Visma \| Lease a Bike | + 22 s          |
| 9.º | Romain Grégoire   | Groupama-FDJ               | + 22 s          |
| 10.º | Tobias Ludvigsson | Q36.5 Pro Cycling Team     | + 23 s          |

### 3.ª etapa
| Volterra - Gualdo Tadino | etapa de media montaña | (225 km) |

| \| Clasificación de la etapa \| Clasificación de la etapa \| Clasificación de la etapa \| Clasificación de la etapa \| Clasificación de la etapa \| \| Ciclista \| Ciclista \| Equipo \| Tiempo \| \| \| ------------------------- \| ------------------------- \| -------------------------- \| ------------------------- \| ------------------------- \| \| 1.º \| Phil Bauhaus \| Bahrain Victorious \| 5 h 25 min 51 s \| \| \| 2.º \| Jonathan Milan \| Lidl-Trek \| + 0 s \| \| \| 3.º \| Kévin Vauquelin \| Arkéa-B&B Hotels \| + 0 s \| \| \| 4.º \| Alberto Bettiol \| EF Education-EasyPost \| + 0 s \| \| \| 5.º \| Andrea Vendrame \| Decathlon-AG2R La Mondiale \| + 0 s \| \| \| 6.º \| Simone Velasco \| Astana Qazaqstan Team \| + 0 s \| \| \| 7.º \| Damiano Caruso \| Bahrain Victorious \| + 0 s \| \| \| 8.º \| Marius Mayrhofer \| Tudor Pro Cycling Team \| + 0 s \| \| \| 9.º \| Kevin Vermaerke \| Team dsm-firmenich PostNL \| + 0 s \| \| \| 10.º \| Nikias Arndt \| Bahrain Victorious \| + 0 s \| \| |                  |                            |                 |
| |                  |                            |                 |
| Fuente: ProCyclingStats |                  |                            |                 |
| Clasificación de la etapa |                  |                            |                 |
| Ciclista | Ciclista         | Equipo                     | Tiempo          |
| 1.º | Phil Bauhaus     | Bahrain Victorious         | 5 h 25 min 51 s |
| 2.º | Jonathan Milan   | Lidl-Trek                  | + 0 s           |
| 3.º | Kévin Vauquelin  | Arkéa-B&B Hotels           | + 0 s           |
| 4.º | Alberto Bettiol  | EF Education-EasyPost      | + 0 s           |
| 5.º | Andrea Vendrame  | Decathlon-AG2R La Mondiale | + 0 s           |
| 6.º | Simone Velasco   | Astana Qazaqstan Team      | + 0 s           |
| 7.º | Damiano Caruso   | Bahrain Victorious         | + 0 s           |
| 8.º | Marius Mayrhofer | Tudor Pro Cycling Team     | + 0 s           |
| 9.º | Kevin Vermaerke  | Team dsm-firmenich PostNL  | + 0 s           |
| 10.º | Nikias Arndt     | Bahrain Victorious         | + 0 s           |

| \| Clasificación general \| Clasificación general \| Clasificación general \| Clasificación general \| Clasificación general \| \| Ciclista \| Ciclista \| Equipo \| Tiempo \| \| \| --------------------- \| --------------------- \| -------------------------- \| --------------------- \| --------------------- \| \| 1.º \| Juan Ayuso \| UAE Team Emirates \| 10 h 09 min 22 s \| \| \| 2.º \| Jonathan Milan \| Lidl-Trek \| + 6 s \| \| \| 3.º \| Kévin Vauquelin \| Arkéa-B&B Hotels \| + 14 s \| \| \| 4.º \| Antonio Tiberi \| Bahrain Victorious \| + 17 s \| \| \| 5.º \| Jonas Vingegaard \| Team Visma \\| Lease a Bike \| + 22 s \| \| \| 6.º \| Romain Grégoire \| Groupama-FDJ \| + 22 s \| \| \| 7.º \| Jai Hindley \| Bora-Hansgrohe \| + 24 s \| \| \| 8.º \| Neilson Powless \| EF Education-EasyPost \| + 26 s \| \| \| 9.º \| Max Poole \| Team dsm-firmenich PostNL \| + 26 s \| \| \| 10.º \| Lennard Kämna \| Bora-Hansgrohe \| + 26 s \| \| |                  |                            |                  |
| |                  |                            |                  |
| Fuente: ProCyclingStats |                  |                            |                  |
| Clasificación general |                  |                            |                  |
| Ciclista | Ciclista         | Equipo                     | Tiempo           |
| 1.º | Juan Ayuso       | UAE Team Emirates          | 10 h 09 min 22 s |
| 2.º | Jonathan Milan   | Lidl-Trek                  | + 6 s            |
| 3.º | Kévin Vauquelin  | Arkéa-B&B Hotels           | + 14 s           |
| 4.º | Antonio Tiberi   | Bahrain Victorious         | + 17 s           |
| 5.º | Jonas Vingegaard | Team Visma \| Lease a Bike | + 22 s           |
| 6.º | Romain Grégoire  | Groupama-FDJ               | + 22 s           |
| 7.º | Jai Hindley      | Bora-Hansgrohe             | + 24 s           |
| 8.º | Neilson Powless  | EF Education-EasyPost      | + 26 s           |
| 9.º | Max Poole        | Team dsm-firmenich PostNL  | + 26 s           |
| 10.º | Lennard Kämna    | Bora-Hansgrohe             | + 26 s           |

### 4.ª etapa
| Arrone - Giulianova | etapa de media montaña | (207 km) |

| \| Clasificación de la etapa \| Clasificación de la etapa \| Clasificación de la etapa \| Clasificación de la etapa \| Clasificación de la etapa \| \| Ciclista \| Ciclista \| Equipo \| Tiempo \| \| \| ------------------------- \| ------------------------- \| ------------------------- \| ------------------------- \| ------------------------- \| \| 1.º \| Jonathan Milan \| Lidl-Trek \| 4 h 56 min 44 s \| \| \| 2.º \| Jasper Philipsen \| Alpecin-Deceuninck \| + 0 s \| \| \| 3.º \| Corbin Strong \| Israel-Premier Tech \| + 0 s \| \| \| 4.º \| Biniam Girmay \| Intermarché-Wanty \| + 0 s \| \| \| 5.º \| Axel Zingle \| Cofidis \| + 0 s \| \| \| 6.º \| Marius Mayrhofer \| Tudor Pro Cycling Team \| + 0 s \| \| \| 7.º \| Jonas Abrahamsen \| Uno-X Mobility \| + 0 s \| \| \| 8.º \| Iván García Cortina \| Movistar Team \| + 0 s \| \| \| 9.º \| Julian Alaphilippe \| Soudal Quick-Step \| + 0 s \| \| \| 10.º \| Antonio Tiberi \| Bahrain Victorious \| + 0 s \| \| |                     |                        |                 |
| |                     |                        |                 |
| Fuente: ProCyclingStats |                     |                        |                 |
| Clasificación de la etapa |                     |                        |                 |
| Ciclista | Ciclista            | Equipo                 | Tiempo          |
| 1.º | Jonathan Milan      | Lidl-Trek              | 4 h 56 min 44 s |
| 2.º | Jasper Philipsen    | Alpecin-Deceuninck     | + 0 s           |
| 3.º | Corbin Strong       | Israel-Premier Tech    | + 0 s           |
| 4.º | Biniam Girmay       | Intermarché-Wanty      | + 0 s           |
| 5.º | Axel Zingle         | Cofidis                | + 0 s           |
| 6.º | Marius Mayrhofer    | Tudor Pro Cycling Team | + 0 s           |
| 7.º | Jonas Abrahamsen    | Uno-X Mobility         | + 0 s           |
| 8.º | Iván García Cortina | Movistar Team          | + 0 s           |
| 9.º | Julian Alaphilippe  | Soudal Quick-Step      | + 0 s           |
| 10.º | Antonio Tiberi      | Bahrain Victorious     | + 0 s           |

| \| Clasificación general \| Clasificación general \| Clasificación general \| Clasificación general \| Clasificación general \| \| Ciclista \| Ciclista \| Equipo \| Tiempo \| \| \| --------------------- \| --------------------- \| -------------------------- \| --------------------- \| --------------------- \| \| 1.º \| Jonathan Milan \| Lidl-Trek \| 15 h 06 min 02 s \| \| \| 2.º \| Juan Ayuso \| UAE Team Emirates \| + 4 s \| \| \| 3.º \| Kévin Vauquelin \| Arkéa-B&B Hotels \| + 18 s \| \| \| 4.º \| Antonio Tiberi \| Bahrain Victorious \| + 21 s \| \| \| 5.º \| Jonas Vingegaard \| Team Visma \\| Lease a Bike \| + 26 s \| \| \| 6.º \| Romain Grégoire \| Groupama-FDJ \| + 26 s \| \| \| 7.º \| Jai Hindley \| Bora-Hansgrohe \| + 28 s \| \| \| 8.º \| Neilson Powless \| EF Education-EasyPost \| + 30 s \| \| \| 9.º \| Max Poole \| Team dsm-firmenich PostNL \| + 30 s \| \| \| 10.º \| Lennard Kämna \| Bora-Hansgrohe \| + 30 s \| \| |                  |                            |                  |
| |                  |                            |                  |
| Fuente: ProCyclingStats |                  |                            |                  |
| Clasificación general |                  |                            |                  |
| Ciclista | Ciclista         | Equipo                     | Tiempo           |
| 1.º | Jonathan Milan   | Lidl-Trek                  | 15 h 06 min 02 s |
| 2.º | Juan Ayuso       | UAE Team Emirates          | + 4 s            |
| 3.º | Kévin Vauquelin  | Arkéa-B&B Hotels           | + 18 s           |
| 4.º | Antonio Tiberi   | Bahrain Victorious         | + 21 s           |
| 5.º | Jonas Vingegaard | Team Visma \| Lease a Bike | + 26 s           |
| 6.º | Romain Grégoire  | Groupama-FDJ               | + 26 s           |
| 7.º | Jai Hindley      | Bora-Hansgrohe             | + 28 s           |
| 8.º | Neilson Powless  | EF Education-EasyPost      | + 30 s           |
| 9.º | Max Poole        | Team dsm-firmenich PostNL  | + 30 s           |
| 10.º | Lennard Kämna    | Bora-Hansgrohe             | + 30 s           |

### 5.ª etapa
| Torricella Sicura - Valle Castellana | etapa de montaña | (144 km) |

| \| Clasificación de la etapa \| Clasificación de la etapa \| Clasificación de la etapa \| Clasificación de la etapa \| Clasificación de la etapa \| \| Ciclista \| Ciclista \| Equipo \| Tiempo \| \| \| ------------------------- \| ------------------------- \| -------------------------- \| ------------------------- \| ------------------------- \| \| 1.º \| Jonas Vingegaard \| Team Visma \\| Lease a Bike \| 3 h 28 min 27 s \| \| \| 2.º \| Juan Ayuso \| UAE Team Emirates \| + 1 min 12 s \| \| \| 3.º \| Jai Hindley \| Bora-Hansgrohe \| + 1 min 12 s \| \| \| 4.º \| Ben O'Connor \| Decathlon-AG2R La Mondiale \| + 1 min 14 s \| \| \| 5.º \| Thymen Arensman \| Ineos Grenadiers \| + 1 min 14 s \| \| \| 6.º \| Cian Uijtdebroeks \| Team Visma \\| Lease a Bike \| + 1 min 14 s \| \| \| 7.º \| Isaac Del Toro \| UAE Team Emirates \| + 1 min 14 s \| \| \| 8.º \| Thomas Pidcock \| Ineos Grenadiers \| + 2 min 52 s \| \| \| 9.º \| Kévin Vauquelin \| Arkéa-B&B Hotels \| + 2 min 52 s \| \| \| 10.º \| Romain Grégoire \| Groupama-FDJ \| + 2 min 52 s \| \| |                   |                            |                 |
| |                   |                            |                 |
| Fuente: ProCyclingStats |                   |                            |                 |
| Clasificación de la etapa |                   |                            |                 |
| Ciclista | Ciclista          | Equipo                     | Tiempo          |
| 1.º | Jonas Vingegaard  | Team Visma \| Lease a Bike | 3 h 28 min 27 s |
| 2.º | Juan Ayuso        | UAE Team Emirates          | + 1 min 12 s    |
| 3.º | Jai Hindley       | Bora-Hansgrohe             | + 1 min 12 s    |
| 4.º | Ben O'Connor      | Decathlon-AG2R La Mondiale | + 1 min 14 s    |
| 5.º | Thymen Arensman   | Ineos Grenadiers           | + 1 min 14 s    |
| 6.º | Cian Uijtdebroeks | Team Visma \| Lease a Bike | + 1 min 14 s    |
| 7.º | Isaac Del Toro    | UAE Team Emirates          | + 1 min 14 s    |
| 8.º | Thomas Pidcock    | Ineos Grenadiers           | + 2 min 52 s    |
| 9.º | Kévin Vauquelin   | Arkéa-B&B Hotels           | + 2 min 52 s    |
| 10.º | Romain Grégoire   | Groupama-FDJ               | + 2 min 52 s    |

| \| Clasificación general \| Clasificación general \| Clasificación general \| Clasificación general \| Clasificación general \| \| Ciclista \| Ciclista \| Equipo \| Tiempo \| \| \| --------------------- \| --------------------- \| -------------------------- \| --------------------- \| --------------------- \| \| 1.º \| Jonas Vingegaard \| Team Visma \\| Lease a Bike \| 18 h 34 min 45 s \| \| \| 2.º \| Juan Ayuso \| UAE Team Emirates \| + 54 s \| \| \| 3.º \| Jai Hindley \| Bora-Hansgrohe \| + 1 min 20 s \| \| \| 4.º \| Thymen Arensman \| Ineos Grenadiers \| + 1 min 29 s \| \| \| 5.º \| Ben O'Connor \| Decathlon-AG2R La Mondiale \| + 1 min 32 s \| \| \| 6.º \| Isaac Del Toro \| UAE Team Emirates \| + 1 min 34 s \| \| \| 7.º \| Cian Uijtdebroeks \| Team Visma \\| Lease a Bike \| + 2 min 12 s \| \| \| 8.º \| Kévin Vauquelin \| Arkéa-B&B Hotels \| + 2 min 54 s \| \| \| 9.º \| Antonio Tiberi \| Bahrain Victorious \| + 2 min 57 s \| \| \| 10.º \| Romain Grégoire \| Groupama-FDJ \| + 3 min 02 s \| \| |                   |                            |                  |
| |                   |                            |                  |
| Fuente: ProCyclingStats |                   |                            |                  |
| Clasificación general |                   |                            |                  |
| Ciclista | Ciclista          | Equipo                     | Tiempo           |
| 1.º | Jonas Vingegaard  | Team Visma \| Lease a Bike | 18 h 34 min 45 s |
| 2.º | Juan Ayuso        | UAE Team Emirates          | + 54 s           |
| 3.º | Jai Hindley       | Bora-Hansgrohe             | + 1 min 20 s     |
| 4.º | Thymen Arensman   | Ineos Grenadiers           | + 1 min 29 s     |
| 5.º | Ben O'Connor      | Decathlon-AG2R La Mondiale | + 1 min 32 s     |
| 6.º | Isaac Del Toro    | UAE Team Emirates          | + 1 min 34 s     |
| 7.º | Cian Uijtdebroeks | Team Visma \| Lease a Bike | + 2 min 12 s     |
| 8.º | Kévin Vauquelin   | Arkéa-B&B Hotels           | + 2 min 54 s     |
| 9.º | Antonio Tiberi    | Bahrain Victorious         | + 2 min 57 s     |
| 10.º | Romain Grégoire   | Groupama-FDJ               | + 3 min 02 s     |

### 6.ª etapa
| Sassoferrato - Cagli | etapa de montaña | (180 km) |

| \| Clasificación de la etapa \| Clasificación de la etapa \| Clasificación de la etapa \| Clasificación de la etapa \| Clasificación de la etapa \| \| Ciclista \| Ciclista \| Equipo \| Tiempo \| \| \| ------------------------- \| ------------------------- \| -------------------------- \| ------------------------- \| ------------------------- \| \| 1.º \| Jonas Vingegaard \| Team Visma \\| Lease a Bike \| 4 h 31 min 57 s \| \| \| 2.º \| Juan Ayuso \| UAE Team Emirates \| + 26 s \| \| \| 3.º \| Jai Hindley \| Bora-Hansgrohe \| + 26 s \| \| \| 4.º \| Isaac Del Toro \| UAE Team Emirates \| + 36 s \| \| \| 5.º \| Thomas Pidcock \| Ineos Grenadiers \| + 42 s \| \| \| 6.º \| Ben O'Connor \| Decathlon-AG2R La Mondiale \| + 42 s \| \| \| 7.º \| Lennard Kämna \| Bora-Hansgrohe \| + 46 s \| \| \| 8.º \| Thymen Arensman \| Ineos Grenadiers \| + 46 s \| \| \| 9.º \| Cian Uijtdebroeks \| Team Visma \\| Lease a Bike \| + 48 s \| \| \| 10.º \| Wout Poels \| Bahrain Victorious \| + 1 min 14 s \| \| |                   |                            |                 |
| |                   |                            |                 |
| Fuente: ProCyclingStats |                   |                            |                 |
| Clasificación de la etapa |                   |                            |                 |
| Ciclista | Ciclista          | Equipo                     | Tiempo          |
| 1.º | Jonas Vingegaard  | Team Visma \| Lease a Bike | 4 h 31 min 57 s |
| 2.º | Juan Ayuso        | UAE Team Emirates          | + 26 s          |
| 3.º | Jai Hindley       | Bora-Hansgrohe             | + 26 s          |
| 4.º | Isaac Del Toro    | UAE Team Emirates          | + 36 s          |
| 5.º | Thomas Pidcock    | Ineos Grenadiers           | + 42 s          |
| 6.º | Ben O'Connor      | Decathlon-AG2R La Mondiale | + 42 s          |
| 7.º | Lennard Kämna     | Bora-Hansgrohe             | + 46 s          |
| 8.º | Thymen Arensman   | Ineos Grenadiers           | + 46 s          |
| 9.º | Cian Uijtdebroeks | Team Visma \| Lease a Bike | + 48 s          |
| 10.º | Wout Poels        | Bahrain Victorious         | + 1 min 14 s    |

| \| Clasificación general \| Clasificación general \| Clasificación general \| Clasificación general \| Clasificación general \| \| Ciclista \| Ciclista \| Equipo \| Tiempo \| \| \| --------------------- \| --------------------- \| -------------------------- \| --------------------- \| --------------------- \| \| 1.º \| Jonas Vingegaard \| Team Visma \\| Lease a Bike \| 23 h 06 min 32 s \| \| \| 2.º \| Juan Ayuso \| UAE Team Emirates \| + 1 min 24 s \| \| \| 3.º \| Jai Hindley \| Bora-Hansgrohe \| + 1 min 32 s \| \| \| 4.º \| Isaac Del Toro \| UAE Team Emirates \| + 2 min 20 s \| \| \| 5.º \| Ben O'Connor \| Decathlon-AG2R La Mondiale \| + 2 min 24 s \| \| \| 6.º \| Thymen Arensman \| Ineos Grenadiers \| + 2 min 25 s \| \| \| 7.º \| Cian Uijtdebroeks \| Team Visma \\| Lease a Bike \| + 3 min 10 s \| \| \| 8.º \| Lennard Kämna \| Bora-Hansgrohe \| + 4 min 02 s \| \| \| 9.º \| Thomas Pidcock \| Ineos Grenadiers \| + 4 min 05 s \| \| \| 10.º \| Kévin Vauquelin \| Arkéa-B&B Hotels \| + 4 min 24 s \| \| |                   |                            |                  |
| |                   |                            |                  |
| Fuente: ProCyclingStats |                   |                            |                  |
| Clasificación general |                   |                            |                  |
| Ciclista | Ciclista          | Equipo                     | Tiempo           |
| 1.º | Jonas Vingegaard  | Team Visma \| Lease a Bike | 23 h 06 min 32 s |
| 2.º | Juan Ayuso        | UAE Team Emirates          | + 1 min 24 s     |
| 3.º | Jai Hindley       | Bora-Hansgrohe             | + 1 min 32 s     |
| 4.º | Isaac Del Toro    | UAE Team Emirates          | + 2 min 20 s     |
| 5.º | Ben O'Connor      | Decathlon-AG2R La Mondiale | + 2 min 24 s     |
| 6.º | Thymen Arensman   | Ineos Grenadiers           | + 2 min 25 s     |
| 7.º | Cian Uijtdebroeks | Team Visma \| Lease a Bike | + 3 min 10 s     |
| 8.º | Lennard Kämna     | Bora-Hansgrohe             | + 4 min 02 s     |
| 9.º | Thomas Pidcock    | Ineos Grenadiers           | + 4 min 05 s     |
| 10.º | Kévin Vauquelin   | Arkéa-B&B Hotels           | + 4 min 24 s     |

### 7.ª etapa
| San Benedetto del Tronto - San Benedetto del Tronto | etapa escarpada | (154 km) |

| \| Clasificación de la etapa \| Clasificación de la etapa \| Clasificación de la etapa \| Clasificación de la etapa \| Clasificación de la etapa \| \| Ciclista \| Ciclista \| Equipo \| Tiempo \| \| \| ------------------------- \| ------------------------- \| ----------------------------- \| ------------------------- \| ------------------------- \| \| 1.º \| Jonathan Milan \| Lidl-Trek \| 3 h 15 min 51 s \| \| \| 2.º \| Alexander Kristoff \| Uno-X Mobility \| + 0 s \| \| \| 3.º \| Davide Cimolai \| Movistar Team \| + 0 s \| \| \| 4.º \| Jasper Philipsen \| Alpecin-Deceuninck \| + 0 s \| \| \| 5.º \| Stanisław Aniołkowski \| Cofidis \| + 0 s \| \| \| 6.º \| Amaury Capiot \| Arkéa-B&B Hotels \| + 0 s \| \| \| 7.º \| Andrea Vendrame \| Decathlon-AG2R La Mondiale \| + 0 s \| \| \| 8.º \| Giovanni Lonardi \| Team Polti Kometa \| + 0 s \| \| \| 9.º \| Clément Venturini \| Arkéa-B&B Hotels \| + 0 s \| \| \| 10.º \| Enrico Zanoncello \| VF Group-Bardiani CSF-Faizanè \| + 0 s \| \| |                       |                               |                 |
| |                       |                               |                 |
| Fuente: ProCyclingStats |                       |                               |                 |
| Clasificación de la etapa |                       |                               |                 |
| Ciclista | Ciclista              | Equipo                        | Tiempo          |
| 1.º | Jonathan Milan        | Lidl-Trek                     | 3 h 15 min 51 s |
| 2.º | Alexander Kristoff    | Uno-X Mobility                | + 0 s           |
| 3.º | Davide Cimolai        | Movistar Team                 | + 0 s           |
| 4.º | Jasper Philipsen      | Alpecin-Deceuninck            | + 0 s           |
| 5.º | Stanisław Aniołkowski | Cofidis                       | + 0 s           |
| 6.º | Amaury Capiot         | Arkéa-B&B Hotels              | + 0 s           |
| 7.º | Andrea Vendrame       | Decathlon-AG2R La Mondiale    | + 0 s           |
| 8.º | Giovanni Lonardi      | Team Polti Kometa             | + 0 s           |
| 9.º | Clément Venturini     | Arkéa-B&B Hotels              | + 0 s           |
| 10.º | Enrico Zanoncello     | VF Group-Bardiani CSF-Faizanè | + 0 s           |

## Clasificaciones finales
- Las clasificaciones finalizaron de la siguiente forma:[5]

### Clasificación general
| \| Clasificación general \| Clasificación general \| Clasificación general \| Clasificación general \| Clasificación general \| \| Ciclista \| Ciclista \| Equipo \| Tiempo \| \| \| --------------------- \| --------------------- \| -------------------------- \| --------------------- \| --------------------- \| \| 1.º \| Jonas Vingegaard \| Team Visma \\| Lease a Bike \| 26 h 22 min 23 s \| \| \| 2.º \| Juan Ayuso \| UAE Team Emirates \| + 1 min 24 s \| \| \| 3.º \| Jai Hindley \| Bora-Hansgrohe \| + 1 min 52 s \| \| \| 4.º \| Isaac Del Toro \| UAE Team Emirates \| + 2 min 20 s \| \| \| 5.º \| Ben O'Connor \| Decathlon-AG2R La Mondiale \| + 2 min 24 s \| \| \| 6.º \| Thymen Arensman \| Ineos Grenadiers \| + 2 min 25 s \| \| \| 7.º \| Cian Uijtdebroeks \| Team Visma \\| Lease a Bike \| + 3 min 10 s \| \| \| 8.º \| Lennard Kämna \| Bora-Hansgrohe \| + 4 min 02 s \| \| \| 9.º \| Thomas Pidcock \| Ineos Grenadiers \| + 4 min 05 s \| \| \| 10.º \| Kévin Vauquelin \| Arkéa-B&B Hotels \| + 4 min 24 s \| \| |                   |                            |                  |
| |                   |                            |                  |
| Fuente: ProCyclingStats |                   |                            |                  |
| Clasificación general |                   |                            |                  |
| Ciclista | Ciclista          | Equipo                     | Tiempo           |
| 1.º | Jonas Vingegaard  | Team Visma \| Lease a Bike | 26 h 22 min 23 s |
| 2.º | Juan Ayuso        | UAE Team Emirates          | + 1 min 24 s     |
| 3.º | Jai Hindley       | Bora-Hansgrohe             | + 1 min 52 s     |
| 4.º | Isaac Del Toro    | UAE Team Emirates          | + 2 min 20 s     |
| 5.º | Ben O'Connor      | Decathlon-AG2R La Mondiale | + 2 min 24 s     |
| 6.º | Thymen Arensman   | Ineos Grenadiers           | + 2 min 25 s     |
| 7.º | Cian Uijtdebroeks | Team Visma \| Lease a Bike | + 3 min 10 s     |
| 8.º | Lennard Kämna     | Bora-Hansgrohe             | + 4 min 02 s     |
| 9.º | Thomas Pidcock    | Ineos Grenadiers           | + 4 min 05 s     |
| 10.º | Kévin Vauquelin   | Arkéa-B&B Hotels           | + 4 min 24 s     |

### Clasificación de los puntos
| Clasificación por puntos | Clasificación por puntos | Clasificación por puntos   | Clasificación por puntos | Clasificación por puntos |
| Ciclista                 | Ciclista                 | Equipo                     | Puntos                   |                          |
| ------------------------ | ------------------------ | -------------------------- | ------------------------ | ------------------------ |
| 1.º                      | Jonathan Milan           | Lidl-Trek                  | 44 pts                   |                          |
| 2.º                      | Juan Ayuso               | UAE Team Emirates          | 33 pts                   |                          |
| 3.º                      | Jasper Philipsen         | Alpecin-Deceuninck         | 29 pts                   |                          |
| 4.º                      | Jonas Vingegaard         | Team Visma \| Lease a Bike | 26 pts                   |                          |
| 5.º                      | Jai Hindley              | Bora-Hansgrohe             | 16 pts                   |                          |
| 6.º                      | Filippo Ganna            | Ineos Grenadiers           | 15 pts                   |                          |
| 7.º                      | Kévin Vauquelin          | Arkéa-B&B Hotels           | 13 pts                   |                          |
| 8.º                      | Ben O'Connor             | Decathlon-AG2R La Mondiale | 12 pts                   |                          |
| 9.º                      | Amaury Capiot            | Arkéa-B&B Hotels           | 12 pts                   |                          |
| 10.º                     | Isaac Del Toro           | UAE Team Emirates          | 11 pts                   |                          |

### Clasificación de la montaña
| Clasificación de la montaña | Clasificación de la montaña | Clasificación de la montaña | Clasificación de la montaña | Clasificación de la montaña |
| Ciclista                    | Ciclista                    | Equipo                      | Puntos                      |                             |
| --------------------------- | --------------------------- | --------------------------- | --------------------------- | --------------------------- |
| 1.º                         | Jonas Vingegaard            | Team Visma \| Lease a Bike  | 30 pts                      |                             |
| 2.º                         | Juan Ayuso                  | UAE Team Emirates           | 17 pts                      |                             |
| 3.º                         | Isaac Del Toro              | UAE Team Emirates           | 15 pts                      |                             |
| 4.º                         | Ben Healy                   | EF Education-EasyPost       | 9 pts                       |                             |
| 5.º                         | Jai Hindley                 | Bora-Hansgrohe              | 9 pts                       |                             |
| 6.º                         | Andreas Leknessund          | Uno-X Mobility              | 7 pts                       |                             |
| 7.º                         | Davide Bais                 | Team Polti Kometa           | 7 pts                       |                             |
| 8.º                         | Lorenzo Quartucci           | Team Corratec-Vini Fantini  | 6 pts                       |                             |
| 9.º                         | Antonio Tiberi              | Bahrain Victorious          | 5 pts                       |                             |
| 10.º                        | Alexander Kamp              | Tudor Pro Cycling Team      | 5 pts                       |                             |

### Clasificación de los jóvenes
| Clasificación del mejor joven | Clasificación del mejor joven | Clasificación del mejor joven | Clasificación del mejor joven | Clasificación del mejor joven |
| Ciclista                      | Ciclista                      | Equipo                        | Tiempo                        |                               |
| ----------------------------- | ----------------------------- | ----------------------------- | ----------------------------- | ----------------------------- |
| 1.º                           | Juan Ayuso                    | UAE Team Emirates             | 26 h 23 min 47 s              |                               |
| 2.º                           | Isaac Del Toro                | UAE Team Emirates             | + 56 s                        |                               |
| 3.º                           | Thymen Arensman               | Ineos Grenadiers              | + 1 min 01 s                  |                               |
| 4.º                           | Cian Uijtdebroeks             | Team Visma \| Lease a Bike    | + 1 min 46 s                  |                               |
| 5.º                           | Thomas Pidcock                | Ineos Grenadiers              | + 2 min 41 s                  |                               |
| 6.º                           | Kévin Vauquelin               | Arkéa-B&B Hotels              | + 3 min 00 s                  |                               |
| 7.º                           | Romain Grégoire               | Groupama-FDJ                  | + 4 min 01 s                  |                               |
| 8.º                           | Magnus Sheffield              | Ineos Grenadiers              | + 4 min 18 s                  |                               |
| 9.º                           | Davide Piganzoli              | Team Polti Kometa             | + 4 min 29 s                  |                               |
| 10.º                          | Filippo Zana                  | Team Jayco AlUla              | + 4 min 36 s                  |                               |

### Clasificación por equipos
| Clasificación por equipos | Clasificación por equipos  | Clasificación por equipos | Clasificación por equipos |
| Equipo                    | Equipo                     | Tiempo                    |                           |
| ------------------------- | -------------------------- | ------------------------- | ------------------------- |
| 1.º                       | UAE Team Emirates          | 79 h 16 min 40 s          |                           |
| 2.º                       | Ineos Grenadiers           | + 2 min 09 s              |                           |
| 3.º                       | Bora-Hansgrohe             | + 6 min 33 s              |                           |
| 4.º                       | Movistar Team              | + 7 min 44 s              |                           |
| 5.º                       | Astana Qazaqstan Team      | + 13 min 09 s             |                           |
| 6.º                       | Team Visma \| Lease a Bike | + 18 min 07 s             |                           |
| 7.º                       | Bahrain Victorious         | + 24 min 31 s             |                           |
| 8.º                       | Arkéa-B&B Hotels           | + 28 min 20 s             |                           |
| 9.º                       | Decathlon-AG2R La Mondiale | + 28 min 20 s             |                           |
| 10.º                      | EF Education-EasyPost      | + 28 min 56 s             |                           |

## Evolución de las clasificaciones
| Etapa                   |                         | Ganador _        | Clasificación general | Puntos         | Montaña          | Jóvenes        | Equipo _          |
| ----------------------- | ----------------------- | ---------------- | --------------------- | -------------- | ---------------- | -------------- | ----------------- |
| 1.ª etapa               | contrarreloj individual | Juan Ayuso       | Juan Ayuso            | Juan Ayuso     | no otorgado      | Juan Ayuso     | UAE Team Emirates |
| 2.ª etapa               | etapa escarpada         | Jasper Philipsen | Juan Ayuso            | Juan Ayuso     | Davide Bais      | Juan Ayuso     | UAE Team Emirates |
| 3.ª etapa               | etapa de media montaña  | Phil Bauhaus     | Juan Ayuso            | Jonathan Milan | Richard Carapaz  | Juan Ayuso     | UAE Team Emirates |
| 4.ª etapa               | etapa de media montaña  | Jonathan Milan   | Jonathan Milan        | Jonathan Milan | Davide Bais      | Jonathan Milan | UAE Team Emirates |
| 5.ª etapa               | etapa de montaña        | Jonas Vingegaard | Jonas Vingegaard      | Jonathan Milan | Jonas Vingegaard | Juan Ayuso     | UAE Team Emirates |
| 6.ª etapa               | etapa de montaña        | Jonas Vingegaard | Jonas Vingegaard      | Juan Ayuso     | Jonas Vingegaard | Juan Ayuso     | UAE Team Emirates |
| 7.ª etapa               | etapa escarpada         | Jonathan Milan   | Jonas Vingegaard      | Jonathan Milan | Jonas Vingegaard | Juan Ayuso     | UAE Team Emirates |
| Clasificaciones finales | Clasificaciones finales |                  | Jonas Vingegaard      | Jonathan Milan | Jonas Vingegaard | Juan Ayuso     | UAE Team Emirates |

## Ciclistas participantes y posiciones finales
Convenciones:
- AB-N: Abandono en la etapa "N"
- FLT-N: Retiro por llegada fuera del límite de tiempo en la etapa "N"
- NTS-N: No tomó la salida para la etapa "N"
- DES-N: Descalificado o expulsado en la etapa "N"

## UCI World Ranking
La Tirreno-Adriático otorgó puntos para el UCI World Ranking para corredores de los equipos en las categorías UCI WorldTeam, UCI ProTeam y Continental. Las siguientes tablas son el baremo de puntuación y los diez corredores que obtuvieron más puntos:
| Posición              | 1.º | 2.º | 3.º | 4.º | 5.º | 6.º | 7.º | 8.º | 9.º | 10.º | 11.º | 12.º | 13.º | 14.º | 15.º | 16.º-20.º | 21.º-30.º | 31.º-50.º | 51.º-55.º | 56.º-60.º |
| Clasificación general | 500 | 400 | 325 | 275 | 225 | 175 | 150 | 125 | 100 | 85   | 70   | 60   | 50   | 40   | 35   | 30        | 20        | 10        | 5         | 3         |
| Por etapa             | 60  | 40  | 30  | 25  | 20  | 15  | 10  | 8   | 5   | 2    |      |      |      |      |      |           |           |           |           |           |
| Líder                 | 10  |     |     |     |     |     |     |     |     |      |      |      |      |      |      |           |           |           |           |           |

| Clasificación |                   |                            |         |       |       |       |
| Posición      | Ciclista          | Equipo                     | General | Etapa | Líder | Total |
| ------------- | ----------------- | -------------------------- | ------- | ----- | ----- | ----- |
| 1.º           | Jonas Vingegaard  | Visma \| Lease a Bike      | 500     | 125   | 20    | 645   |
| 2.º           | Juan Ayuso        | UAE Emirates               | 400     | 140   | 30    | 570   |
| 3.º           | Jai Hindley       | Bora-Hansgrohe             | 325     | 60    | -     | 385   |
| 4.º           | Isaac Del Toro    | UAE Emirates               | 275     | 35    | -     | 310   |
| 5.º           | Ben O'Connor      | Decathlon AG2R La Mondiale | 225     | 40    | -     | 265   |
| 6.º           | Jonathan Milan    | Lidl-Trek                  | -       | 195   | 10    | 205   |
| 7.º           | Thymen Arensman   | INEOS Grenadiers           | 175     | 28    | -     | 203   |
| 8.º           | Cian Uijtdebroeks | Visma \| Lease a Bike      | 150     | 20    | -     | 170   |
| 9.º           | Lennard Kämna     | Bora-Hansgrohe             | 125     | 10    | -     | 135   |
| 10.º          | Thomas Pidcock    | INEOS Grenadiers           | 100     | 28    | -     | 128   |